# HTTU Aşgabat
HTTU Aşgabat är en turkmenisk fotbollsklubb baserad i landets huvudstad Asjchabad. Klubben spelar i Ýokary Liga. Klubben har vunnit Ýokary Liga tre gången, 2005, 2006 och 2009 sedan sitt bildande 2004. I klubben spelar bland annat den turkmeniske landslagsförsvararen Begli Annageldijev.